# Республіка Македонія на літніх Олімпійських іграх 2000
Македонія на літніх Олімпійських іграх 2000 в Сіднеї була представлена десятьма спортсменами (6 чоловіками і 4 жінками) у п'ятнадцяти дисциплінах п'яти видів спорту: легка атлетика, веслування на байдарках і каное, боротьба, стрільба та плавання. Прапороносцем на церемонії відкриття був колишній баскетболіст, срібний призер Олімпійських ігор 1976 року Лазар Поповскі. 
Республіка Македонія вдруге взяла участь у літніх Олімпійських іграх. Вперше в історії незалежної Македонії її спортсменам вдалося здобути олімпійську нагороду. Бронзову нагороду у змаганнях чоловіків з вільної боротьби виборов Магомед Ібрагімов. Станом на 2019 рік ця нагорода лишається єдиною в активі македонських олімпійців.

## Медалісти
| Медаль | Спортсмен         | Вид спорту | Дисципліна         |
| ------ | ----------------- | ---------- | ------------------ |
| Бронза | Магомед Ібрагімов | Боротьба   | до 85 кг, чоловіки |

## Спортсмени
| Вид спорту                      | Чоловіки | Жінки | Всього |
| ------------------------------- | -------- | ----- | ------ |
| Боротьба                        | 2        | 0     | 2      |
| Веслування на байдарках і каное | 1        | 0     | 1      |
| Легка атлетика                  | 1        | 1     | 2      |
| Плавання                        | 2        | 2     | 4      |
| Стрільба                        | 0        | 1     | 1      |
| Усього                          | 6        | 4     | 10     |

## Боротьба
Чоловіки
Вільна боротьба
| Спортсмен         | Дисципліна | Попередні поєдинки            | Попередні поєдинки         | Попередні поєдинки              | Чвертьфінал               | Півфінал                 | Фінал                       | Фінал |
| Спортсмен         | Дисципліна | Суперник Результат            | Суперник Результат         | Суперник Результат              | Суперник Результат        | Суперник Результат       | Суперник Результат          | Місце |
| ----------------- | ---------- | ----------------------------- | -------------------------- | ------------------------------- | ------------------------- | ------------------------ | --------------------------- | ----- |
| Насир Гаджіханов  | до 76 кг   | Радіон Кертанті (SVK) W 3-2   | Йосмані Ромеро (CUB) W 3-0 | Александер Ляйпольд (GER) L 2-5 | не пройшов                | не пройшов               | не пройшов                  | 7     |
| Магомед Ібрагімов | до 85 кг   | Давид Бічинашвілі (UKR) W 1-1 | Каваї Тацуо (JPN) W 6-5    | n/a                             | Чарльз Бартон (USA) W 4-2 | Адам Сайтієв (RUS) L 0-3 | Амір Реза Хадем (IRI) W 4-1 | 3     |

## Веслування на байдарках і каное

### Слалом
| Спортсмен      | Дисципліна                       | Кваліфікація | Кваліфікація | Півфінал   | Півфінал   | Фінал      | Фінал      |
| Спортсмен      | Дисципліна                       | Час          | Місце        | Час        | Місце      | Час        | Місце      |
| -------------- | -------------------------------- | ------------ | ------------ | ---------- | ---------- | ---------- | ---------- |
| Лазар Поповскі | слалом, каное-одиночки, чоловіки | 2:66.60      | 17           | не пройшов | не пройшов | не пройшов | не пройшов |

## Легка атлетика
| Спортсмен       | Дисципліна      | Кваліфікація/ гіт | Кваліфікація/ гіт | Півфінал   | Півфінал   | Фінал      | Фінал      |
| Спортсмен       | Дисципліна      | Результат         | Місце             | Результат  | Місце      | Результат  | Місце      |
| --------------- | --------------- | ----------------- | ----------------- | ---------- | ---------- | ---------- | ---------- |
| Ванчо Стоянов   | 800 м, чоловіки | 1:47.71           | 5                 | не пройшов | не пройшов | не пройшов | не пройшов |
| Даніела Кулеска | 1500 м, жінки   | 4:33.50           | 13                | не пройшла | не пройшла | не пройшла | не пройшла |

## Плавання
| Спортсмен               | Дисципліна                            | Гіт     | Гіт   | Півфінал   | Півфінал   | Фінал      | Фінал      |
| Спортсмен               | Дисципліна                            | Час     | Місце | Час        | Місце      | Час        | Місце      |
| ----------------------- | ------------------------------------- | ------- | ----- | ---------- | ---------- | ---------- | ---------- |
| Александар Миладиновскі | 100 м батерфляєм, чоловіки            | 55.62   | 41    | не пройшов | не пройшов | не пройшов | не пройшов |
| Александар Миладиновскі | 200 м комплексним плаванням, чоловіки | 2:07.45 | 38    | не пройшов | не пройшов | не пройшов | не пройшов |
| Зоран Лазаревскі        | 200 м батерфляєм, чоловіки            | 2:01.30 | 29    | не пройшов | не пройшов | не пройшов | не пройшов |
| Мир'яна Бошевска        | 800 м вільним стилем, жінки           | 8:46.39 | 18    | Н/Д        | Н/Д        | не пройшла | не пройшла |
| Мир'яна Бошевска        | 200 м батерфляєм, жінки               | 2:12.59 | 20    | не пройшла | не пройшла | не пройшла | не пройшла |
| Мир'яна Бошевска        | 400 м комплексним плаванням, чоловіки | 4:48.08 | 17    | Н/Д        | Н/Д        | не пройшла | не пройшла |
| Весна Стояновска        | 200 м вільним стилем, жінки           | 2:05.58 | 29    | не пройшла | не пройшла | не пройшла | не пройшла |
| Весна Стояновска        | 400 м вільним стилем, жінки           | 4:19.69 | 31    | Н/Д        | Н/Д        | не пройшла | не пройшла |

## Стрільба
| Спортсмен   | Дисципліна                              | Кваліфікація | Кваліфікація | Фінал      | Фінал      |
| Спортсмен   | Дисципліна                              | Бали         | Місце        | Бали       | Місце      |
| ----------- | --------------------------------------- | ------------ | ------------ | ---------- | ---------- |
| Дівна Пешич | пневматична гвинтівка, 10 м, жінки      | 384          | 44           | не пройшов | не пройшов |
| Дівна Пешич | гвинтівка з трьох положень, 50 м, жінки | 561          | 36           | не пройшов | не пройшов |